# La Macarena
La Macarena – miasto w Kolumbii, w departamencie Meta.